# Desistenza terapeutica
Con desistenza terapeutica si intende l'atteggiamento terapeutico con il quale il medico desiste dalle terapie futili ed inutili.
La desistenza terapeutica è un concetto che proviene dall'ambito medico dell'anestesiologia e rianimazione e si applica nei confronti dei pazienti malati terminali.
La desistenza terapeutica ha la sua base nel concetto di accompagnamento alla morte secondo dei criteri bioetici e di deontologia medica già stabiliti.